# Tabal

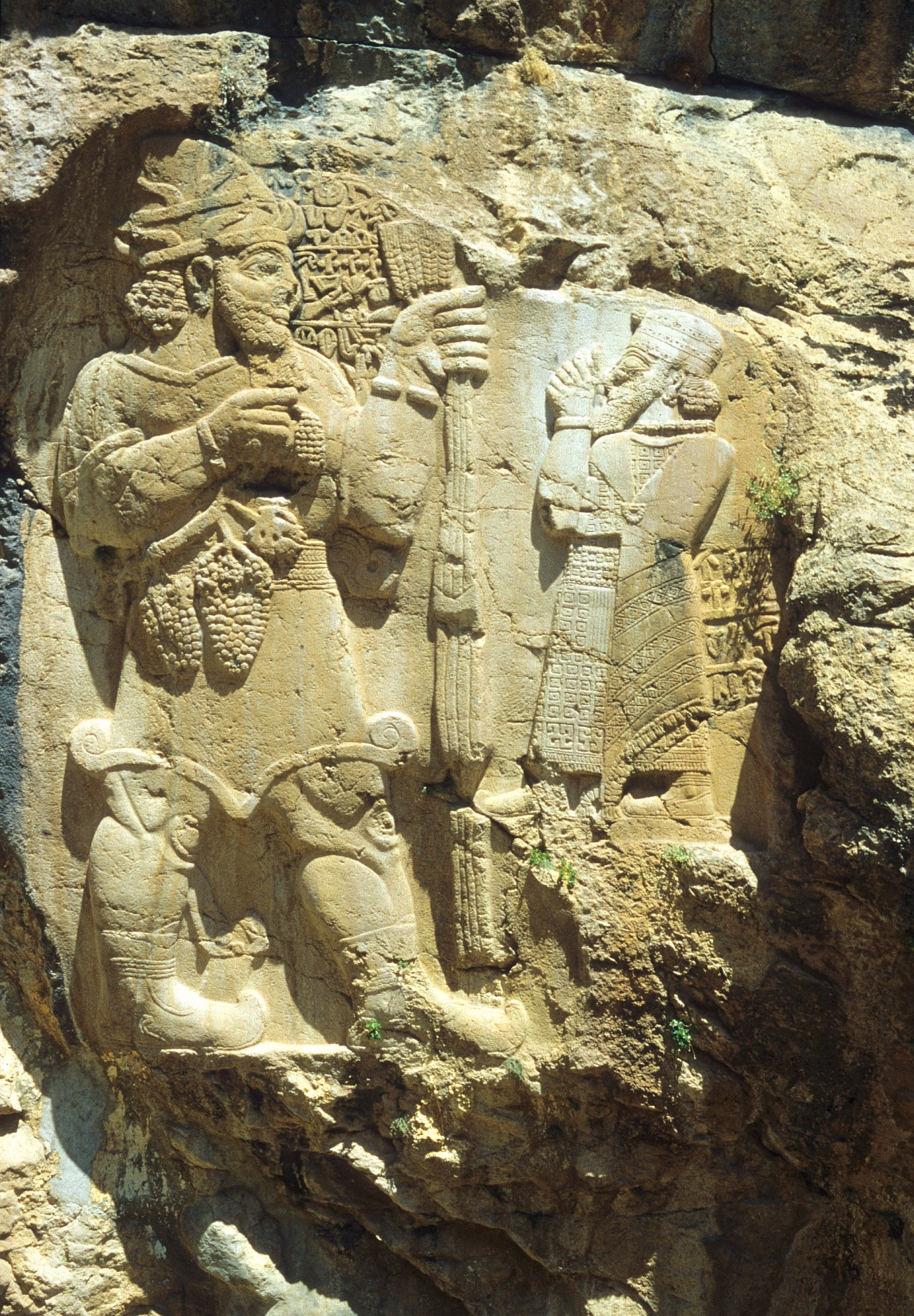
König Warballawa ehrt den Wettergott des Weinberges, İvriz, um 730 v. Chr.

Tabal (Ta-ba-li) war ein neo-hethitisches Königreich, nordwestlich von Malatya in der heutigen Türkei. Seine Herrscher sahen sich als Nachfolger der hethitischen Großkönige und führten diesen Titel auch in ihren Inschriften, die in Hieroglyphenluwisch verfasst sind.

## Lage
Das Reich Tabal erstreckte sich von Kululu bis zum Göllü Dağ. Die Hauptstadt war Artulu. Tabal lag am Rand der neo-assyrischen Einflusssphäre, und obwohl es der östlichen Großmacht zeitweise tributpflichtig war, kam es nie zu einer wirklichen Kontrolle durch die Assyrer.
Auf dem schwarzen Obelisken wird es als Nachbar von Meliddu (Melitene) genannt. Es grenzte an das Königreich von Tuwana (Tyana) und Hubušna (Kybistra) sowie an Que. Unter Sanherib wird berichtet, dass Til-Garimmu an Tabali angrenzte. Zur Zeit Sargons II. war es Nachbar von Hilakku (Kilikien). In den neo-assyrischen Quellen wird es manchmal auch als Bit-Burutas bezeichnet.

## Bezeichnung
Tabal entspricht dem biblischen Tubal. Dort wird es meist zusammen mit Mesech genannt. Da in den assyrischen Quellen oft mehrere Könige von Tabal genannt werden, nehmen Forscher wie Seton Lloyd an, dass das Wort von den Assyrern benutzt wurde, um einen Bund späthethitischer Fürstentümer zu beschreiben, zu dem dann zum Beispiel auch Meliddu, Kummuḫu (Kommagene), Tuwana und Gurgum (Kahramanmaraş) gehörten. Damit wäre zum Beispiel auch das Felsrelief von İvriz, das einen König Warpalawa, Herrscher von Tuwana, vor dem Gott Tahunzas zeigt, dem Reich Tabal zuzuordnen. Da der Herrscher von Tabal den Titel Großkönig beanspruchte, konnten seine Vasallen zu Recht Könige genannt werden.

## Geschichte
Tuwati I., ein Herrscher von Tabal, der sich Großkönig nannte, und sein Sohn Kikki wurden von Salmanassar III. unterworfen, der 837 v. Chr. in seinem 22. palu den Euphrat überschritt und den Tribut der 24 Kleinfürsten von Tabal (die sich „Könige“ nannten) entgegennahm.
Auch Tiglat-pileser III. (744–727 v. Chr.) rühmte sich, den Tribut von Tabal entgegengenommen zu haben. Außer Wassurme von Tabal, dem Großkönig, werden Usitti von Atuna, Urbala’a von Tuhana, Tuhamme von Istundi und Wirime von Ḫubuškia als Könige von Tabal genannt. Um 732 v. Chr. erhob sich Tabal gegen die assyrische Herrschaft, wurde jedoch durch einen assyrischen General erobert, der Wasusarmas (oder Scharumas), den Sohn des Tuwati, als neuen Vasallenkönig einsetzte.
718 v. Chr. rebellierte Tabal, zusammen mit Kiakki von Šinuhtu, Pisiri von Karkemiš und dem Muški-Herrscher Mitā (Mi-ta-a) und wurde von Sargon II. unterworfen. Er setzte wiederum einen neuen König ein, der eine seiner Töchter heiraten durfte. 713 v. Chr. kam es, wohl durch den Einfluss Urartus (Sargon erwähnt einen Boten Ur-sa-as, also Rusas) und der Muški zu einem neuerlichen Aufstand, den die Statthalter der Westprovinzen niederwerfen konnten. Nun wurde Tabal zur assyrischen Provinz gemacht. 705 v. Chr. ist ein weiterer Feldzug Sargons gegen Tabal, Urartu und die Muški belegt. Nach dem Tode Sanheribs fiel Tabal 681 v. Chr. erneut ab. 676 v. Chr. verbündete es sich mit Mugallu, dem König des (ebenfalls im Aufstand begriffenen) Meliddu.
Die wachsende Macht der Muški begann nun auch Tabal zu bedrohen. Um 660 v. Chr. bat eine Gesandtschaft am Hof von Assurbanipal um assyrischen Schutz. Vermutlich handelte es sich hier um einen Versuch, die beiden Mächte gegeneinander auszuspielen. Mugallu, der König von Tabal, unterwarf sich Assurbanipal zusammen mit dem König von Aruad. Er umfasste seine Füße und die Tochter seines Herzens wurde Konkubine des assyrischen Königs. Tabal zahlte einen jährlichen Tribut von „großen Pferden“.

## Bibel
In der Bibel (Ezechiel 32,36 ; 38,2,3 ; 39,1 ) werden Tubal und Mesech grundsätzlich zusammen genannt, ein Hinweis darauf, dass Tabal und die Muški zu dieser Zeit wohl Verbündete waren, die auch weiter im Süden gefürchtet waren. In den beiden letzten Zitaten wird als ihr Oberherr Gog im Lande Magog genannt, über dessen ethnische Zuordnung keine Einigkeit besteht.
In Ezechiel 27,13  kommen in der Klage über Tyros unter den Leuten, die Sklaven und Erz in die Stadt brachten, zusätzlich noch Javan (Griechen) hinzu. Damit sind vielleicht die Bewohner der archaischen Handelsniederlassungen in Kilikien gemeint.
Auch Jesaja 66,19  nennt in seiner Aufzählung der fernen heidnischen Völker im Norden und Westen (die einst zum Judentum bekehrt werden sollen) Tubal und Javan zusammen. Sowohl Genesis 10,2  als auch 1. Chronik 1,5  zählen Gomer, Madai, Javan, Tubal, Mesech und Tiras hintereinander auf, als die Kinder Jafets. Hier ist keine besondere Ordnung zu erkennen, außer dass es sich bei allen um die Bewohner des Nordens oder Nordwestens handelt.
612 v. Chr. fiel nicht nur das assyrische Reich, sondern auch Anatolien bis zum Kızılırmak an die Meder.

## Herrscher
- 24 Könige, Großkönig Tuwati I.[6] (assyrisch Tuatti), um 837 v. Chr. (Salmanasser III.)
- Kikki, Sohn von Tuwati I.,[7] um 837 v. Chr. (Salmanasser III.)
- Hartapu, 8. Jahrhundert v. Chr.[8]
- Tuwati II., um 770 v. Chr./Mitte 8. Jahrhundert v. Chr.[7]
- Wasusarma (assyrisch Wassurme), Sohn von Tuwati II., ca. 740 bis 730 v. Chr.[7]
- Ḫulli, „Sohn eines Niemand“ 730 bis 726 v. Chr.[9]
- Amb(a)ris, Sohn von Hulli, verheiratet mit Ahat-abištu, einer Tochter Sargon II., ca. 721 bis 713 v. Chr.[10]
- 713–705 v. Chr. assyrische Provinz
- Iškallu ca. 679[11]
- Mugallu/Mukalli 663, 651 v. Chr.[12] unter Assurbanipal
- ...ussi, Sohn von Mugallu, ca. 640 v. Chr.[12]

## Götter
Aus Inschriften ist der Kult der Wettergottes Tarhunza, manchmal auch Tarhunza vom Weingarten genannt, und der Kubaba von Karkemiš bekannt.